# Рогозна (Тывровский район)
Рогозна (укр. Рогізна) — село на Украине, находится в Тывровском районе Винницкой области.
Код КОАТУУ — 0524583807. Население по переписи 2001 года составляет 237 человек. Почтовый индекс — 23353. Телефонный код — 4355.
Занимает площадь 1,83 км².

## Адрес местного совета
23353, Винницкая область, Тывровский р-н, с. Малая Вулыга, ул. Щорса, 50